# Петружис, Гедрюс Адомо
Гедрюс А. Петружис (лит. Giedrius Petružis, фамилия произносится «Пятружис»; род. 22 июня 1951, Каунас) — общественный и политический деятель Литвы, инженер-механик, политолог, педагог, лидер Социалистической партии Литвы.

## Биография

### Образование
В 1970 г. окончил вечернюю школу рабочей молодежи, г.Клайпеда.
В 1976 г. окончил учёбу на факультете механики Каунасского политехнического института и получил квалификацию инженера механика.
1989 гг. — окончил Высшую партийную школу г. Вильнюса и получил квалификацию преподавателя политических дисциплин.

### Карьера во времена Советского Союза
1976—1980 гг. — инструктор Клайпедского горкома компартии Литвы.
С 1983 г. — заместитель секретаря, а с 1985 г. — секретарь парткома Клайпедской базы океанрыбфлота.
1989 г. — начальник службы кадров и учебных учреждений Литовского морского пароходства.
1989—1990 гг. — первый секретарь Клайпедского горкома компартии Литвы.

### Деятельность в независимой Литве
С 1990 г. — учредитель, член президиума республиканского совета, председатель Клайпедского совета Демократической партии труда Литвы.
1993—1995 гг. — депутат Клайпедского городского совета.
1993—1997 гг. — представитель Правительства Литовской Республики в Клайпедском уезде.
1995 г. — депутат Совета Клайпедского городского самоуправления.
С 1995 г. — Руководитель Клайпедской общественно-политической коллегии.
1997 г. — заместитель директора, 2001—2003 гг. — директор страховой брокерской компании «Gairepa».
1997—2000 гг. — депутат Совета Клайпедского городского самоуправления.
С 1999 г. вице-председатель общественного движения Литва — Европа.
2001—2002 гг. — председатель Клайпедского отделения Литовской социал-демократической партии (в январе 2001 г. Демократическая партия труда Литвы и Литовская социал-демократическая партия соединились, сформировав новую партию).
2001—2003 гг. — член республиканского совета, председатель Клайпедского совета Литовской социал-демократической партии.
2003—2008 гг. — заместитель генерального директора строительного предприятия «Lokys».
2005 г. — заместитель председателя Социалистической партии Литвы и председатель Клайпедского отделения.
28 октября 2006 г. На VII съезде Социалистической партии Литвы избран председателем партии.
2007—2008 гг. — генеральный директор предприятия «Stabilios konstrukcijos».
С 2009 г. почетный член Международного союза молодых фермеров.
2009 г. — утвержден директором Международного института политических наук.
В 2009 г. избран председателем Литовской ассоциации за безопасность и сотрудничество в Европе.
В декабре 2009 г. избран в совет партии «Социалистический народный фронт» (Социалистическая партия Литвы и партия «Фронт» соединились, сформировав новую партию «Социалистический народный фронт»). Объединенная партия в феврале 2010 г. успешно прошла процедуру регистрации в Министерстве Юстиции Литовской Республики.

### Преподавательская деятельность
1989—1991 гг. — преподаватель истории и экономической географии в 5-й Клайпедской средней школе.
2001—2003 гг. — преподаватель Клайпедской школы судостроения и судоремонта.
2003—2004 гг. — преподаватель Каунасской школы бизнеса и технологий.
2004—2009 гг. член государственной экзаменационной комиссии Клайпедской школы бизнеса и технологий, Клайпедской коллегии социальных наук.

## Увлечения
В молодости Г. Петружис занимался классической борьбой (к.м.с.), горячий любитель футбола.
1985—1988 гг. — председатель Клайпедской футбольной федерации.
1988—1989 гг. — заместитель председателя футбольной федерации Литовской ССР.
Самообразование: история, политология, культура. Выращивание лекарственных трав. Автор и соавтор научных статей и публикаций на исторические темы, на темы политологии и культурологии.